# Organización de libertad del condado de Lowndes
La Lowndes County Freedom Organization (LCFO), en español la Organización por la Libertad del Condado de Lowndes, también conocido como Lowndes County Freedom Party (LCFP), en español Partido de la Libertad del Condado de Lowndes, o Black Panther party (partido Pantera Negra en español), fue un partido político estadounidense fundado en 1965 en el condado de Lowndes, Alabama. El tercer partido independiente estaba formado por ciudadanos afroamericanos locales liderados por John Hulett, y por miembros del personal del Comité Coordinador Estudiantil No Violento (SNCC) bajo el liderazgo de Stokely Carmichael.

## Fundación e historia

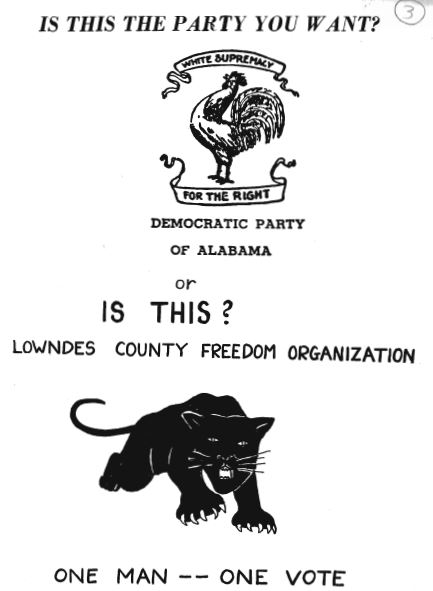
Anuncio político de la LCFO de 1966 contra el Partido Demócrata de Alabama

El 23 de marzo de 1965, mientras se llevaba a cabo la marcha de Selma a Montgomery, Carmichael y algunos participantes del SNCC se negaron a continuar la marcha después de llegar al condado de Lowndes y decidieron detenerse y hablar con los residentes locales. Después de que se corrió la voz de que Carmichael evitó el arresto de dos oficiales que le ordenaron abandonar una escuela donde estaba registrando votantes después de que los desafió a hacerlo, Carmichael y los otros activistas del SNCC que se quedaron con él en el condado se inspiraron para crear la LCFO con Hulett (quien, desde la prohibición de la NAACP en el estado, había estado activo en el Movimiento Cristiano de Derechos Humanos de Alabama de Fred Shuttlesworth), y otros líderes locales.
Como la Ley de Derecho al Voto de 1965 permitía a los afroamericanos registrarse para votar, el objetivo del partido era registrar a los afroamericanos en un condado que era 80% negro. Hulett, quien era presidente de la LCFO, fue uno de los dos primeros votantes afroamericanos cuyo registro se procesó con éxito en el condado de Lowndes. Los residentes locales y los miembros del personal del SNCC decidieron evitar unirse al Partido Demócrata de Alabama porque el partido estatal estaba dirigido por el gobernador segregacionista George Wallace y empleaba el lema "Supremacía blanca" representado por la imagen de un gallo blanco. Debido a las altas tasas de analfabetismo entre los residentes negros, se adoptó una imagen de una pantera negra para identificar a los miembros del partido LCFO en contraste con los miembros del Partido Demócrata exclusivamente blanco representado por un gallo blanco. La idea del logotipo surgió de la secretaria de campo del SNCC, Ruth Howard.

## Legado
El símbolo de la pantera negra de la LCFO fue adoptado más tarde por el Partido Pantera Negra fundado por Bobby Seale y Huey P. Newton y otras organizaciones en todo Estados Unidos.
En 1970, la LCFO se fusionó con el Partido Demócrata de Alabama. Esto favoreció que los excandidatos de la LCFO ganaran cargos públicos. Entre ellos se encontraba Hulett, quien fue elegido sheriff del condado de Lowndes. Hulett ocupó este cargo durante 22 años antes de cumplir tres mandatos como juez sucesorio.
El trabajo de la organización política fue retratado en el documental Eyes on the Prize dentro del episodio "The Time Has Come (1964-1966)".

### Otras lecturas
- Cobb, Charles E. Jr. (2008). On the Road to Freedom: A Guided Tour of the Civil Rights Movement. Algonquin Books. ISBN 9781565124394. «On the Road to Freedom: A Guided Tour of the Civil Rights Movement.»
- Holsaert, Faith S.; Noonan, Martha Prescod Norman, eds. (2010). Hands on the Freedom Plow: Personal Accounts by Women in SNCC. University of Illinois Press. ISBN 9780252098871.
- Wideman, John Edgar (2003). Ready for Revolution: The Life and Struggles of Stokely Carmichael (Kwame Ture). Simon and Schuster. ISBN 9780684850030.